# WTX
WTX — формфактор систем і системних плат для робочих станцій середнього рівня. За своїми параметрами він ненабагато відставав від ATX і визначав розмір/форму системної плати, а також інтерфейс плати та корпусу, розробленого відповідно до особливостей формфактору.
Формфактор WTX версії 1.0 був представлений у вересні 1998 року, а в лютому 1999 року з'явилася його наступна версія (1.1). З тих пір даний формфактор не оновлювався, і його підтримка була припинена.
Вільний доступ до внутрішніх компонентів системи WTX забезпечується за рахунок висування складальних модулів і можливості відкривати бічні панелі.